# Marco Simon Puccioni
Marco Simon Puccioni est un réalisateur, metteur en scène et producteur de cinéma italien actif au cinéma et à la télévision.

## Biographie
Marco Simon Puccioni est né à Rome en 1963. En 1989, il obtient une laurea en architecture et part aux États-Unis étudier le cinéma à l'Institut des Arts de Californie puis débute en tant qu'assistant metteur en scène au théâtre et réalisateur au cinéma.  
En 1990, il réalise avec Guido Santi son premier court métrage Concertino produit par la RAI et il fera ensuite de nombreux documentaires ( Partigiani, Tuttigiorni, vita in Palestina, 100 anni della nostra storia,  Il colore delle parole, Prima di tutto, Tuttinsieme).
En 2002, il réalise son premier long métrage Quello che cerchi (Ce que tu cherches).
Après diverses réalisations, le long métrage Riparo (L'Abri) sort en France en 2007 et remporte le Grand Prix au festival du film italien d'Annecy.
Comme le vent est un film dramatique biographique basé sur l'histoire vraie d'Armida Miserere une des premières femmes à diriger une prison de haute sécurité.
Il filo invisibile son dernier travail,  est une comédie dramatique au ton très novateur, qui, à partir de l'expérience de vie du réalisateur et de la série documentaire My Journey to Meet you, et raconte, en utilisant la comédie des malentendus, l'histoire d'un fils adolescent de deux pères. Le film est un Netflix Original et est sorti en salles en Italie en février 2022 et est maintenant distribué sur Netflix.
Marco Simon Puccioni participe au collectif Cinema Senza Confini et au forum de réalisateurs Ring et est parmi les fondateurs de 100Autori.
Il enseigne la mise en scène à l'Académie des Arts de Pérouse et actuellement enseigne la réalisation à l’École de cinéma de Rome, dédiée à la mémoire de Gian Maria Volonté.

## Filmographie

### Réalisateur

#### Longs métrages
- 2001 : Quello che cerchi
- 2002 : Tuttigiorni, vita in Palestina
- 2003 : La fortezza vista da basso
- 2006 : 100 anni della nostra storia
- 2007 : Riparo
- 2009 : Il colore delle parole
- 2012 : Prima di tutto
- 2013 : Comme le vent
- 2016 : Oggi insieme, domani anche
- 2020 : Tuttinsieme
- 2022 : Il filo invisibile

#### Autres
- Concertino (1989) - (court métrage)
- The Blue Fiction (1991) - (court métrage)
- Ultimo Minuto (1993 – 1997) - (série tv)
- Il Puparo (1997 (Le cas Soffiantini) - (court métrage tv)
- Prima della Prima (1997–2006) - (série tv)
- Intolerance (it) (1996) - épisode Ottant'anni di Intolerance
- Sell Your Body, Now! (court métrage) (1998)
- Corpo/Immagine  (2004) - (court métrage)
- Il caso Forleo (2006) - (court métrage tv)

### Récompenses et distinctions
- 1992 : Festival du film de Turin : Prix du public pour The Blue Fiction
- 1999 : Festival de Buenos Aires : Prix du meilleur court métrage Sell Your Body Now!
- 2007 : festival du film italien d'Annecy : Grand prix pour Riparo[1]
- 2015 : festival du cinéma italien de Bastia : Prix du public pour Come il vento.